# Charadrius collaris
El chorlitejo de Azara o chorlo de collar (Charadrius collaris) es una especie de ave Charadriiforme de la familia Charadriidae. Se distribuye por Argentina, México, Chile, Bolivia, Brasil, Colombia, Costa Rica, Ecuador, El Salvador, Guatemala, Guyana, Honduras, Nicaragua, Panamá, Paraguay, Perú, Estados Unidos, Uruguay, Venezuela. 